# Saison 1994 de la NFL
Navigation
Édition précédente Édition suivante
La saison 1994 de la NFL est la 75e saison de la National Football League. Elle voit le sacre des San Francisco 49ers à l'occasion du Super Bowl XXIX. C'est aussi la dernière année de football pour les deux franchises de Los Angeles : les Rams et les Raiders, qui déménageront respectivement vers Saint-Louis et Oakland la saison suivante.

## Changement de nom
Les Cardinals de Phoenix changent de nom pour les Cardinals de l'Arizona.

## Classement général
| Qualifié en play-offs |

| AFC Est              |      |      |      |        |          |            |
| Franchise            | Vic. | Déf. | Nuls | % vic. | Pts pour | Pts contre |
| Miami Dolphins       | 10   | 6    | 0    | .625   | 389      | 327        |
| New England Patriots | 10   | 6    | 0    | .625   | 351      | 312        |
| Indianapolis Colts   | 8    | 8    | 0    | .500   | 307      | 320        |
| Buffalo Bills        | 7    | 9    | 0    | .438   | 340      | 356        |
| New York Jets        | 6    | 10   | 0    | .375   | 264      | 320        |
| AFC Central          |      |      |      |        |          |            |
| Franchise            | Vic. | Déf. | Nuls | % vic. | Pts pour | Pts contre |
| Pittsburgh Steelers  | 12   | 4    | 0    | .750   | 316      | 234        |
| Cleveland Browns     | 11   | 5    | 0    | .688   | 340      | 204        |
| Cincinnati Bengals   | 3    | 13   | 0    | .188   | 276      | 406        |
| Houston Oilers       | 2    | 14   | 0    | .125   | 226      | 352        |
| AFC Ouest            |      |      |      |        |          |            |
| Franchise            | Vic. | Déf. | Nuls | % vic. | Pts pour | Pts contre |
| San Diego Chargers   | 11   | 5    | 0    | .688   | 381      | 306        |
| Kansas City Chiefs   | 9    | 7    | 0    | .563   | 319      | 298        |
| Los Angeles Raiders  | 9    | 7    | 0    | .563   | 303      | 327        |
| Denver Broncos       | 7    | 9    | 0    | .438   | 347      | 396        |
| Seattle Seahawks     | 6    | 10   | 0    | .375   | 287      | 323        |

| NFC Est             |      |      |      |        |          |            |
| Franchise           | Vic. | Déf. | Nuls | % vic. | Pts pour | Pts contre |
| Dallas Cowboys      | 12   | 4    | 0    | .750   | 414      | 248        |
| New York Giants     | 9    | 7    | 0    | .563   | 279      | 305        |
| Arizona Cardinals   | 8    | 8    | 0    | .500   | 235      | 267        |
| Philadelphia Eagles | 7    | 9    | 0    | .438   | 308      | 308        |
| Washington Redskins | 3    | 13   | 0    | .188   | 320      | 412        |
| NFC Central         |      |      |      |        |          |            |
| Franchise           | Vic. | Déf. | Nuls | % vic. | Pts pour | Pts contre |
| Minnesota Vikings   | 10   | 6    | 0    | .625   | 356      | 314        |
| Green Bay Packers   | 9    | 7    | 0    | .563   | 382      | 287        |
| Detroit Lions       | 9    | 7    | 0    | .563   | 357      | 342        |
| Chicago Bears       | 9    | 7    | 0    | .563   | 271      | 307        |
| Tampa Bay Buccs     | 6    | 10   | 0    | .375   | 251      | 351        |
| NFC Ouest           |      |      |      |        |          |            |
| Franchise           | Vic. | Déf. | Nuls | % vic. | Pts pour | Pts contre |
| San Francisco 49ers | 13   | 3    | 0    | .813   | 505      | 296        |
| New Orleans Saints  | 7    | 9    | 0    | .438   | 348      | 407        |
| Atlanta Falcons     | 7    | 9    | 0    | .438   | 317      | 385        |
| Los Angeles Rams    | 4    | 12   | 0    | .250   | 286      | 365        |

- Miami termine devant New England en AFC Est en raison du résultat enregistré en confrontation directe (2-0).
- Kansas City termine devant Los Angeles Raiders en AFC Ouest en raison des résultats enregistrés en confrontations directes (2-0).
- Green Bay gagne la première Wild Card de la NFC en raison des résultats enregistrés en confrontations directes devant Detroit, Chicago et les New York Giants.
- Detroit gagne la deuxième Wild Card de la NFC en raison des résultats enregistrés en division devant Chicago et les New York Giants.
- Chicago gagne la troisième Wild Card de la NFC devant les New York Giants en raison des résultats enregistrés face à des adversaires communs 4-4 contre 3-5.
- La Nouvelle-Orléans termine devant Atlanta en NFC Ouest en raison des résultats enregistrés en confrontations directes (2-0).

## Play-offs
Les équipes évoluant à domicile sont nommées en premier. Les vainqueurs sont en gras

### AFC
- Wild Card : 
  - 31 décembre 1994 :  Miami 27-17 Kansas City
  - 1er janvier 1995 : Cleveland 20-13 New England Patriots
- Premier tour : 
  - 7 janvier 1995 :  Pittsburgh 29-9 Cleveland
  - 8 janvier 1995 : San Diego 22-21 Miami
- Finale AFC : 
  - 15 janvier 1995 : Pittsburgh 18-35 San Diego

### NFC
- Wild Card : 
  - 31 décembre 1994 :  Green Bay 16-12 Detroit
  - 1er janvier 1995 : Minnesota 18-35 Chicago
- Premier tour : 
  - 7 janvier 1995 : San Francisco 44-15 Chicago
  - 8 janvier 1995 : Dallas 35-9 Green Bay
- Finale NFC : 
  - 15 janvier 1995 : San Francisco 38-28 Dallas

### Super Bowl XXIX
- 29 janvier 1995 : San Francisco (NFC) 49-26 San Diego (AFC), au Joe Robbie Stadium de Miami